# Stacja-widmo

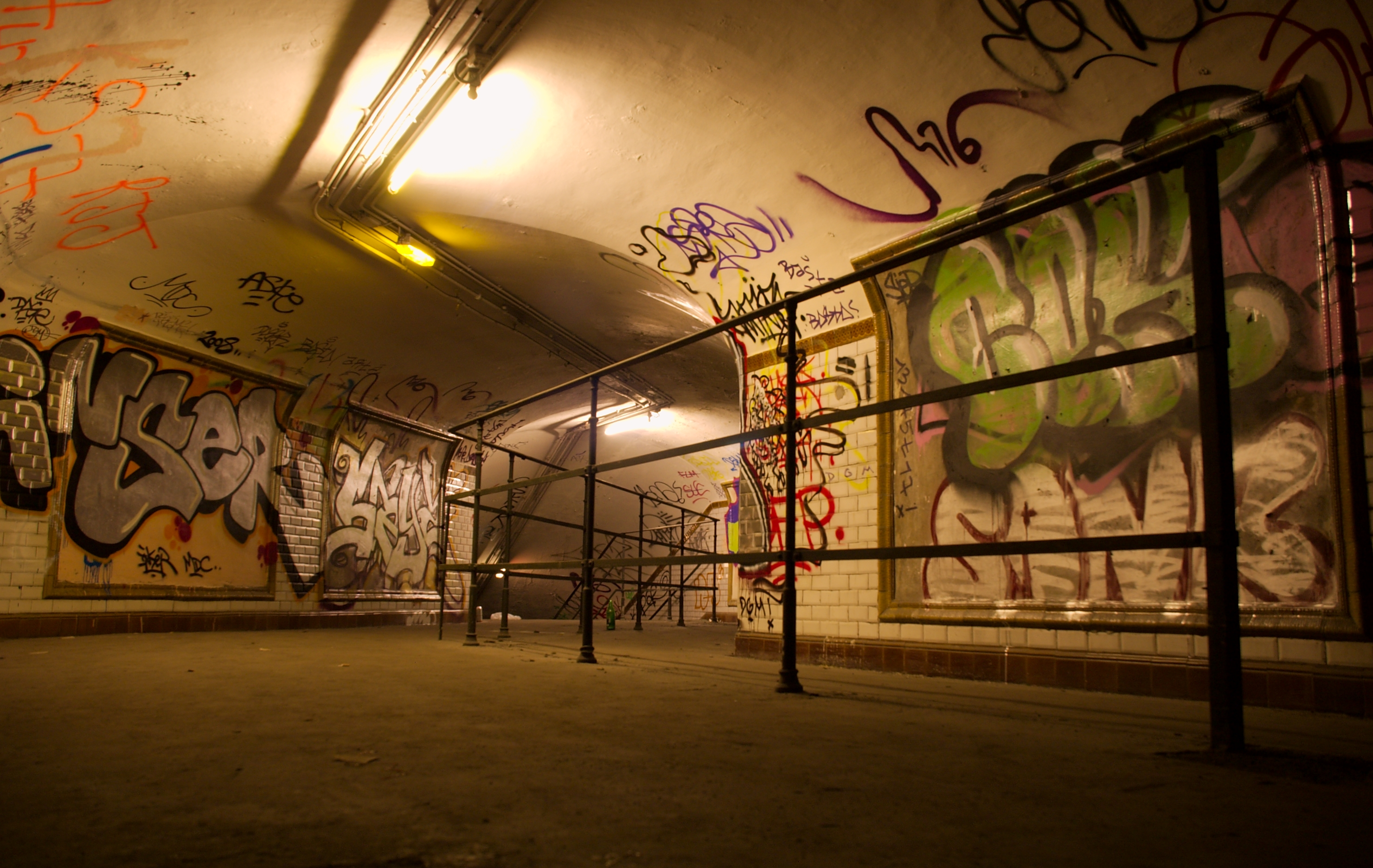
Saint-Martin, stacja-widmo w paryskim metrze

Stacja-widmo – określenie stacji (kolejowych i metra), które obecnie są zamknięte i nieużytkowane, lub nigdy nie zostały oddane do użytku (np. wybudowana dla planowanego przedłużenia linii U3 stacja Potsdamer Platz, nie ukończona stacja Kymlinge na niebieskiej linii T11 metra sztokholmskiego).

## Geisterbahnhöfe w Berlinie
Geisterbahnhof to potoczne określenie dla stacji-widma berlińskiego metra (U-Bahn) lub szybkiej kolei miejskiej (S-Bahn), które zamknięte zostały wskutek budowy Muru Berlińskiego 13 sierpnia 1961; obie części łączyły tylko dwie linie metra – ówczesna C i D.